# Abfrageplatz

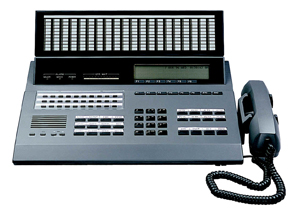
Abfrageplatz mit Belegtlampenfeld

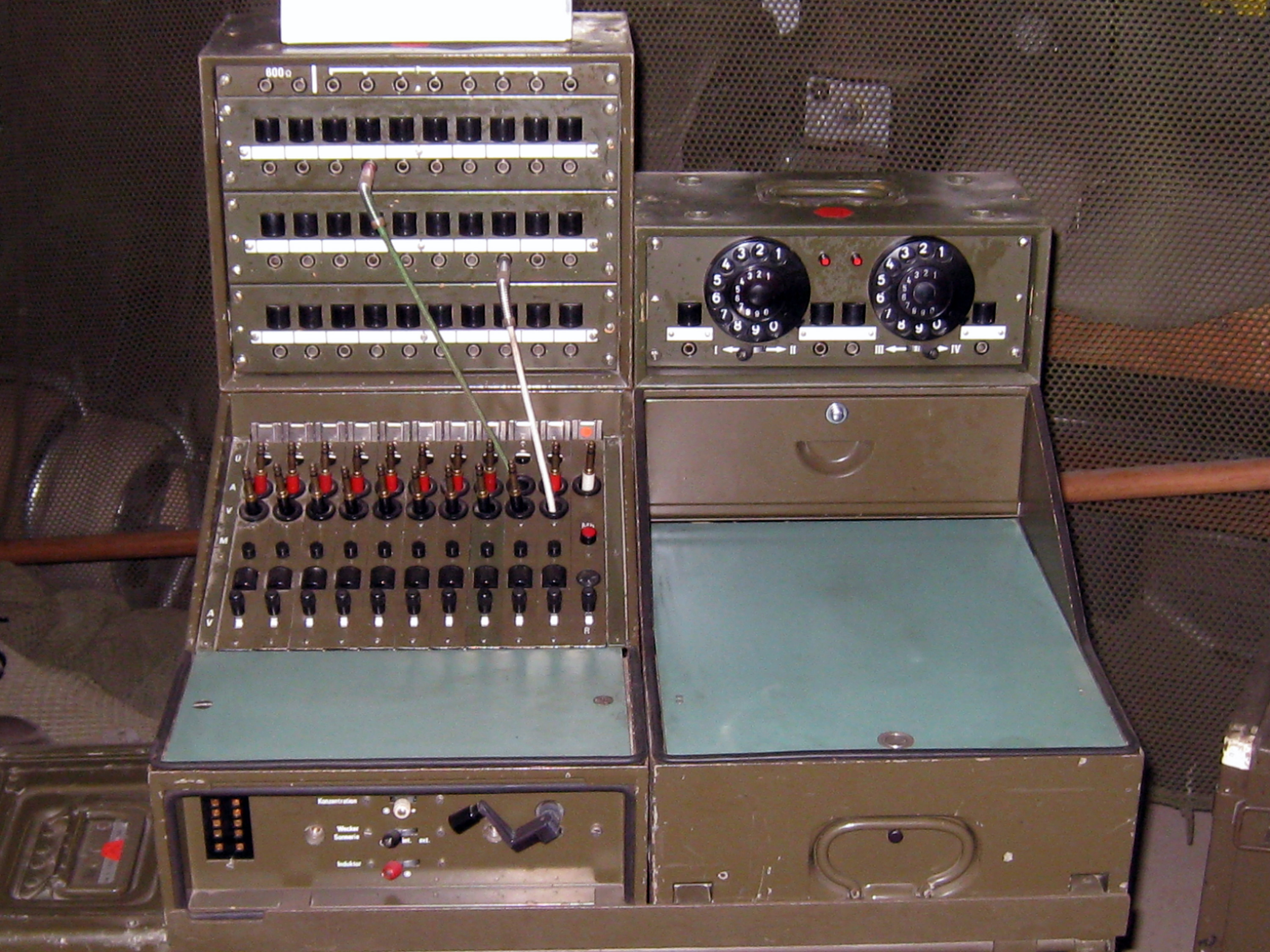
Militärische Telefonzentrale (1964)

Der Abfrageplatz (auch Telefonzentrale oder Vermittlungsplatz) ist ein Endgerät einer Telefonanlage. Die Hauptaufgabe der Person, die einen Abfrageplatz bedient, ist die Weitervermittlung von Telefongesprächen. Anrufe aus dem öffentlichen Telefonnetz erreichen die Teilnehmer einer Telefonanlage entweder direkt mittels Wahl der Durchwahlnummer, oder – falls diese dem Anrufer nicht bekannt ist – über den Abfrageplatz. Die Person am Abfrageplatz (Telefonist) nimmt Anrufe auf der „Hauptrufnummer“ entgegen und vermittelt diese zum gewünschten Gesprächspartner – der Nebenstelle – weiter.
Als Hauptrufnummer (auch Zentralennummer oder Global Call) wird in Deutschland in der Regel die Durchwahlnummer 0 verwendet, zum Beispiel (0 12 34) 9 87 65-0, früher jedoch war es die 1, da die 0 zur Belegung der Amtsleitung (wenn nicht nur durch Erdtaste) erfolgte und eine Doppelbelegung nicht so einfach möglich war.
Bei Telefonanlagen mit mehr als 1000 Teilnehmern ist in der Regel ein Mitarbeiter hauptsächlich für die Bedienung des Abfrageplatzes zuständig. Bei kleineren Anlagen wird diese Tätigkeit meistens nebenbei, zum Beispiel vom Sekretariat oder einem Portier, erledigt. Große Nebenstellenanlagen können mehrere Abfrageplätze haben, auf die die ankommenden Gespräche verteilt werden. Bei vernetzten Anlagen (Corporate Network) kann ein Abfrageplatz auch für mehrere Telefonanlagen zuständig sein.
Abfrageplätze gibt es in verschiedenen Ausführungen, zum Beispiel als:
- einfacher Telefonapparat (für kleine Anlagen)
- Telefonapparat mit speziellen Tasten und Anzeigen
- PC-Arbeitsplatz mit Vermittlungssoftware und Headset

Abfrageplätze hatten früher große Anzeigetafeln (sogenannte Belegtlampenfelder), auf denen der Bediener des Abfrageplatzes sehen konnte, ob der gewünschte Teilnehmer frei ist oder gerade telefoniert. Heute hat ein Abfrageplatz einen Monitor oder ist an einen oder mehrere PC angeschlossen, über den der genaue Status aller Teilnehmer abgefragt werden kann.
Alternativ zum personell besetzten Abfrageplatz gibt es vermehrt automatische sprachgesteuerte Vermittlungen (siehe Sprachdialogsystem). Bei sehr hohem Anrufaufkommen werden die Anrufe durch ein Callcenter oder einen Telefonservice-Anbieter abgewickelt.